# TAXISnet
Информационная система TAXISnet (греч. Πληροφοριακό σύστημα TAXISnet) — справочно-информационный интернет-портал.
Обеспечивает доступ физических и юридических лиц к сведениям о государственных и муниципальных услугах в Греции, а также занимается предоставлением в электронной форме государственных и муниципальных услуг.
Регистрация на портале проводится на сайте Генерального секретариата информационных систем (греч. Ανεξάρτητη Αρχή Δημοσίων Εσόδων, ΑΑΔΕ).

## Регистрация в системе
Регистрация в TAXISnet выполняется в 3 этапа:
- Заполнение регистрационной заявки

Для проведения успешной регистрации необходима следующая информация: ФИО, налоговый номер (греч. Αριθμός Φορολογικού Μητρώου, ΑΦΜ), электронная почта заявителя, номер стационарного телефона.
- Получение активационного ключа

Возможно двумя способами:
Если был введен минимальный набор данных из пункта выше, то для получения активационного ключа (греч. κλειδάριθμος) необходимо посетить офис налоговой инспекции.
Если помимо минимального набора данных, был также указан:
номер удостоверения личности заявителя
принадлежащий заявителю номер банковского счета (IBAN) одного из следующих греческих банков (Национальный банк Греции, Alpha Bank, Piraeus Bank, Eurobank и некоторые другие)
принадлежащий заявителю номер телефона одного из следующих греческих мобильных операторов (Vodafone, Cosmote, Wind)
то активационный ключ поступает на адрес электронной почты, указанный при регистрации (за исключением последних пяти символов, которые отправляются SMS-сообщением на указанный номер мобильного телефона.
- Активация аккаунта

В зависимости от того, как был получен регистрационный ключ из пункта выше, активация аккаунта проводится либо в офисе налоговой инспекции, либо на странице активации ключа.